# Banki (Lipinki)
Banki – część wsi Lipinki w Polsce położona w województwie lubelskim, w powiecie chełmskim, w gminie Żmudź.
W latach 1975–1998 Banki należały administracyjnie do województwa chełmskiego.